# George H. Utter

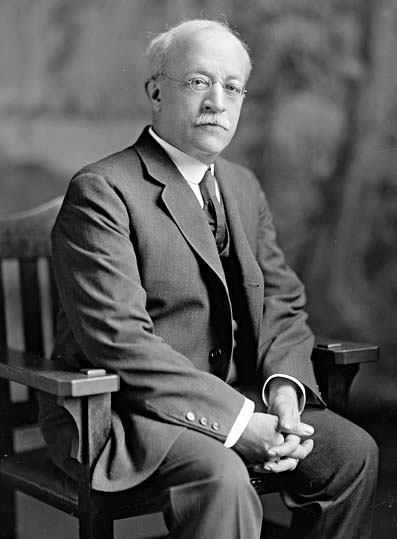
George H. Utter

George Herbert Utter (* 24. Juli 1854 in Plainfield, New Jersey; † 3. November 1912 in Westerly, Rhode Island) war ein US-amerikanischer Politiker und von 1905 bis 1907 Gouverneur des Bundesstaates Rhode Island. Seit 1911 vertrat er seinen Staat im US-Repräsentantenhaus.

## Frühe Jahre und politischer Aufstieg
Bereits im Jahr 1861 kam George Utter mit seinen Eltern nach Westerly in Rhode Island. Dort besuchte er die öffentlichen Schulen und dann bis 1877 das Amherst College in Massachusetts. Nach seiner Schulzeit stieg er in den Druckereibetrieb seines Vaters und das Zeitungsgeschäft ein. Im Jahr 1893 gründete er die Wochenzeitung „Westerly Sun“.
Utter war Mitglied der Republikanischen Partei. Zwischen 1883 und 1885 war er Mitglied des Beraterstabs von Gouverneur Augustus O. Bourn. Von 1885 bis 1889 war er Abgeordneter im Repräsentantenhaus von Rhode Island, wobei er seit 1887 Präsident des Hauses war. Danach gehörte er zwischen 1889 und 1891 dem Staatssenat an; von 1891 bis 1894 war er als Secretary of State geschäftsführender Beamter der Regierung von Rhode Island. Im Jahr 1903 wurde Utter zum Vizegouverneur seines Staates gewählt.

## Gouverneur und Kongressabgeordneter
Bei den Gouverneurswahlen des Jahres 1904 konnte sich George Utter als Kandidat seiner Partei gegen den Amtsinhaber Lucius Garvin durchsetzen. Nach einer Wiederwahl bekleidete er dieses Amt zwischen dem 3. Januar 1905 und dem 1. Januar 1907. Er führte den Brauch ein, nach dem der Vizegouverneur gleichzeitig im Staatssenat den Vorsitz übernahm. Ansonsten verlief seine Amtszeit ohne besondere Vorkommnisse. Nach einer Wahlniederlage im Jahr 1906 musste er sein Amt an James H. Higgins übergeben. Danach kehrte er in das Zeitungsgeschäft zurück.
Bei den Kongresswahlen des Jahres 1910 wurde Utter in das US-Repräsentantenhaus in Washington, D.C. gewählt. Dieses Mandat trat er am 4. März 1911 an. Er starb während des Wahlkampfs für seine Wiederwahl im November 1912. Mit seiner Frau Elizabeth L. Brown hatte er vier Kinder.